# 常宁乡
常宁乡，是中华人民共和国河北省张家口蔚县下辖的一个乡镇级行政单位。

## 行政区划
常宁乡下辖以下地区：
司街村、西堡村、沙河村、庄窠堡村、范家堡村、东宁远店村、西店村、小庄村、东宋家庄村、上寺村、塔头村、安庄村、西金河口村和黄土梁村。